# ゆうか
ゆうか（5月11日 - ）は、日本の元女性声優。福岡県出身。青二プロダクションに所属していた。旧芸名は齋藤 優佳（さいとう ゆうか）。

## 略歴
東明館高校、早稲田大学教育学部複合文化学科、青二塾東京校Ⅱ部14期出身。
東明館高校時、NHK杯全国高校放送コンテスト朗読部門最優秀賞受賞。
2013年10月1日より芸名を「齋藤優佳」から「ゆうか」に改名した。
2020年7月31日、自身のTwitterで入籍と事務所退社、さらに声優業については事実上の引退となる旨を発表した。

## 人物
趣味と特技には歌唱を挙げている。また、その他の趣味には散歩を挙げている。方言は福岡弁。
好きな食べ物は博多ラーメン。
声優になろうと思ったきっかけの作品は『交響詩篇エウレカセブン』。中学・高校時代に放送部で声の表現の楽しさを知ったという。
青二プロダクションの同期には大和田仁美、下地紫野、高橋花林、のぐちゆり、森下由樹子、山下まみがいる。

## 出演
太字はメインキャラクター。

### テレビアニメ
- ONE PIECE（2014年、おもちゃ）
- ONE PIECE 〜アドベンチャー オブ ネブランディア〜（2015年）
- ドラゴンボール超（2016年、ギャル子）
- タイガーマスクW（2017年、女子アナ）

### 劇場アニメ
- ずっと前から好きでした。〜告白実行委員会〜（2016年）
- ONE PIECE FILM GOLD（2016年）

### ゲーム
- OVERHIT（2020年、ハデス[11]）

### 吹き替え
- トロールハンターズ: アルカディア物語（英語版）（クレア[12]〈レクシー・メドラノ[13]〉）

### テレビ番組
- 神おけ（顔出し）

### ナレーション
- ざっくりハイタッチ（テレビ東京、コーナーナレーション）

### ボイスオーバー
- スッキリ!!
- 世界の果てまでイッテQ!
- 世界まる見え!テレビ特捜部
- 7つの海を楽しもう!世界さまぁ〜リゾート

### ラジオ
- みんなの作文（ニッポン放送、朗読）